# Сновское (Брянская область)
Сновское — село в Новозыбковском районе Брянской области, в составе Тростанского сельского поселения.

## История
В 1964 г. Указом Президиума ВС РСФСР село Рыловичи переименовано в Сновское.

## Население
| 2010 | 2013 |
| ---- | ---- |
| 571  | ↘568 |